# シンピウェ・コンコ
シンピウェ・コンコ（Simphiwe Khonco、1984年4月9日 - ）は、南アフリカ共和国のプロボクサー。東ケープ州ウムタタ出身。元IBO世界ミニマム級王者。

## 来歴
2015年9月19日、ケンプトンパークのエンペラーズ・パレスでWBA・IBO世界ミニマム級王者のヘッキー・ブドラーと対戦し、12回0-3（111-117、112-116、113-115）の判定負けを喫し王座を獲得出来なかった。
2016年6月11日、ケンプトンパークのエンペラーズ・パレスでシャボンガ・シヨとヘッキー・ブドラーがバイロン・ロハスに敗れて王座を剥奪されたことに伴うIBO世界ミニマム級王座決定戦を行い、12回3-0（2者が118-110、116-112）の判定勝ちを収め王座を獲得した。
2016年11月20日、ケンプトンパークのエンペラーズ・パレスでミニマム級に復帰した元IBF世界ミニマム級王者のヌコシナチ・ジョイと対戦し、12回3-0（116-113、119-111、118-112）の判定勝ちを収め初防衛に成功した。
2017年6月10日、ケンプトンパークのエンペラーズ・パレスでリト・ダンテと対戦し、12回3-0（2者が119-109、118-110）の判定勝ちを収め2度目の防衛に成功した。
2018年7月22日、生まれ故郷ウムタタのウォルター・シスル大学でトト・ランデロと対戦し、12回3-0（2者が119-109、118-110）の判定勝ちを収め3度目の防衛に成功した。
2018年12月2日、イースト・ロンドンのオリエンタル・シアターでジョー・カノイと対戦し、4回偶然のバッティングでコンコが負傷した為無効試合となったが4度目の防衛に成功した。
2019年10月25日、チョンブリ県でWBC世界ミニマム級王者ワンヒン・ミナヨーティンと対戦し、12回0-3（109-118、110-116、109-117）の判定負けを喫し王座を獲得出来なかった。当初はケンプトンパークのエンペラーズ・パレスでワンヒンが保持する王座とコンコが保持する王座の統一戦を行う予定だったが、最終的にコンコがIBO王座を返上した上でチョンブリ県で試合をすることとなった。
2022年10月1日、プレトリアのタイム・スクエアでガレン・ディアガンと対戦し、7回TKO負けを喫した。

## 獲得タイトル
- 南アフリカミニマム級王座
- WBAパンアフリカンミニマム級王座
- IBOインターコンチネンタルミニマム級王座
- IBO世界ミニマム級王座（防衛4=返上）